# Józefy (Nowy Dwór)
Józefy – część wsi Nowy Dwór w Polsce położona w województwie wielkopolskim, w powiecie chodzieskim, w gminie Szamocin.
Nazwa miejscowości została zmieniona 1.01.2022 r. z Józefowo, na Józefy.
W latach 1975–1998 miejscowość administracyjnie należała do województwa pilskiego.